# União das Freguesias de Alvito (São Pedro e São Martinho) e Couto
União das Freguesias de Alvito (São Pedro e São Martinho) e Couto, kurz Alvito (São Pedro e São Martinho) e Couto, ist eine Gemeinde (Freguesia) im Kreis Barcelos im Norden Portugals.
In der Gemeinde leben 1.438 Einwohner auf einer Fläche von 8,54 km² (Stand nach Zahlen von 2011).
Die Gemeinde entstand im Zuge der Gebietsreform in Portugal am 29. September 2013 durch Zusammenlegung der beiden bisherigen Gemeinden São Pedro de Alvito, São Martinho de Alvito und Couto. São Pedro de Alvito wurde Sitz der Gemeinde.